# Joël Kimwaki
Pour les articles homonymes, voir Mpela.
Joël Kimwaki Mpela est un footballeur international congolais, né le 14 octobre 1986. Évoluant au poste de défenseur, il joue actuellement avec le FC Renaissance.

## Biographie
Kimwaki a commencé sa carrière au Daring Club Motema Pembe de Kinshasa.
En 2010, Kimwaki signe au TP Mazembe. Il a joué à la coupe du monde des clubs 2010, où il a joué la finale contre l'Inter Milan (défaite 3-0).

## En sélection nationale

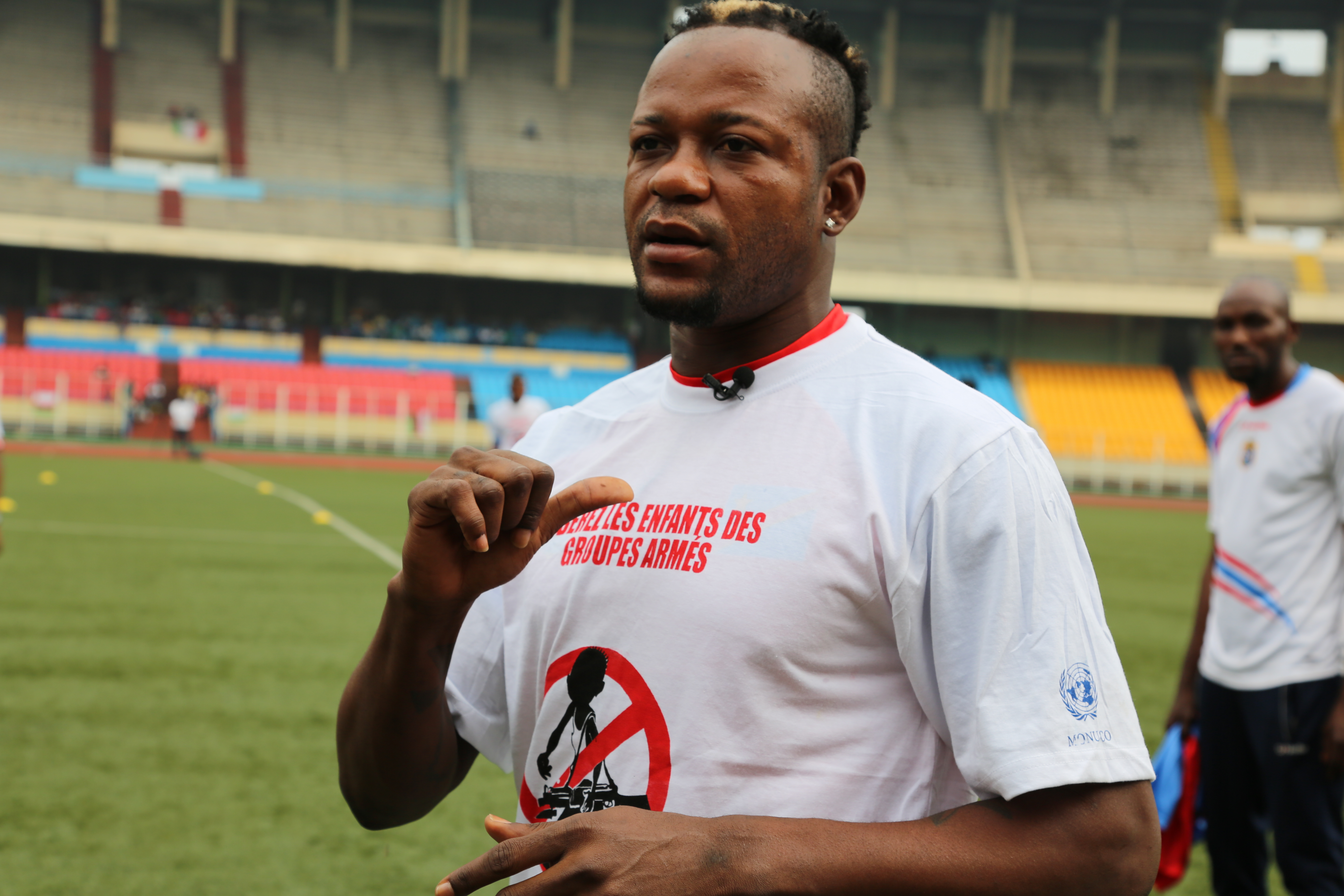

Kimwaki joue sa première sélection contre la Libye au CHAN 2009 (victoire 2-0).
Il a participé au CHAN 2009 avec l'équipe de la République démocratique du Congo.
En 2015,Il est appelé par Florent Ibenge pour disputer la CAN 2015.
il a marqué son premier but contre le Congo.
Il a participé au CHAN 2016 avec l'équipe de la République démocratique du Congo qui la remporté.

## Coupe du monde des Clubs FIFA 2010 avec le TP Mazembe
Joël Kimwaki Mpela, est titularisé pour de la finale de la Coupe du monde des clubs de la FIFA 2010 dans l'axe principal à la défense avec une composition de l'entraineur Lamine N'Diaye de 1-4-5-1. Un match opposant le TP Mazembe de la République Démocratique du Congo au FC Internazionale Milano de l'Italie, ce dernier a vu les Congolais perdre par une note de 0 - 3 en faveur des Italiens, une défaite honorifique pour l'équipe de Joël Kimwaki Mpela car le TP Mazembe devenait alors le tout premier club africain d'accéder à la finale de la coupe du monde des clubs de la FIFA en 2010, un record.

## Palmarès
En club
- Vainqueur du Championnat de République démocratique du Congo en 2008 avec DCMP
- Vainqueur de la Coupe du Congo en 2009 avec DCMP
- Finaliste de la Coupe du monde des clubs en 2010
- Vainqueur du championnat de République démocratique du Congo en 2011,2012 ,2013, 2014 et 2016 avec le TP Mazembe
- Vainqueur de la Ligue des champions de la CAF en 2010 et 2015 avec le TP Mazembe
- Vainqueur de la Supercoupe de la CAF en 2010 et en 2015 avec le TP Mazembe
- Finaliste de la Coupe de la Confédération Africaine de Football en 2013 avec le TP Mazembe
- Vainqueur de la Coupe de la confédération 2017

En sélection nationale
- Vainqueur du Championnat d'Afrique des Nations (CHAN) 2009 et 2016 avec la République Démocratique du Congo
- Troisième de la Coupe d'Afrique des nations de football 2015 avec la RD Congo